# Tratado de Yeda

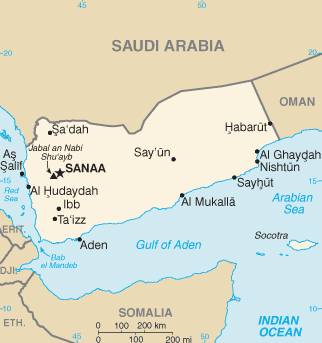
Mapa de Yemen con la frontera norte definitiva con Arabia Saudita.

El Tratado de Yeda de 2000 resolvió una disputa fronteriza entre la frontera entre Arabia Saudita y Yemen que se remonta a las reclamaciones sauditas de fronteras realizadas en 1934.

## Antecedentes
La larga disputa surgió a raíz del Tratado de Taif de 1934 entre Yemen y la recién creada Arabia Saudita y la posterior demarcación de la frontera tres años después. La ambigüedad en la ubicación de la frontera dio lugar a reclamaciones contrapuestas por parte de Arabia Saudita y Yemen durante el resto del siglo XX, complicadas por las reclamaciones tradicionales precoloniales], la ubicación imprecisa de los hitos fronterizos y la incertidumbre sobre la cima exacta de la montaña mencionada en el texto original del tratado. En la frontera se libraron dos guerras: guerra saudí-yemení  en 1934 y la  guerra de Al-Wadiah en 1969. A mediados de la década de 1990, los gobiernos de ambas naciones reconocieron la necesidad de una frontera clara y mutuamente acordada, primero con un memorándum de entendimiento datado en febrero de 1995, y después con una reunión en el Lago Como, Italia que creó la “Como Line” provisional en el verano de 1997.
Sin embargo, los avances se estancaron durante los tres años siguientes, en parte porque las naciones se disputaban la ubicación exacta de la parte marítima de la frontera en su encuentro con el mar Rojo. Esto condujo a una serie de enfrentamientos fronterizos, incluido el enfrentamiento entre las Fuerzas Armadas de Yemen y las Fuerzas Armadas de Arabia Saudita por la isla de Duwaimah (situada al sur de las islas Farasan) en julio de 1998.

## Firma
En mayo de 2000, el por entonces príncipe de Arabia Saudita, Abdalá bin Abdulaziz, acudió por primera vez a Yemen para conmemorar el décimo aniversario de la unificación de Yemen del Norte y Yemen del Sur. Poco después de este encuentro, y de una serie de intensas conversaciones diplomáticas, los dos gobiernos firmaron finalmente el Tratado de Yeda en la ciudad portuaria saudita de Yeda el 12 de junio de 2000 para que entrara en vigor al mes siguiente. Los signatarios del tratado fueron los ministros de Asuntos Exteriores de ambas naciones, así como el vice primer ministro yemení Abd al-Rahman Bagammal. El tratado indicaba las coordenadas exactas de la frontera terrestre y marítima e incluía disposiciones sobre los derechos de pastoreo de los pastores, la ubicación de las fuerzas armadas y la futura extracción de riquezas naturales a lo largo de la frontera.

## Consecuencias
En 2003, Arabia Saudita inició la construcción de un muro entre Arabia Saudita y Yemen alegando problemas de contrabando organizado y de seguridad. Tras la presión diplomática internacional y las acusaciones de que esto violaba la zona tope de 20 km reservada para el pastoreo en el tratado de 2000, Arabia Saudita acordó detener la construcción y ambas partes respetar el tratado en febrero de 2004. Sin embargo, Arabia Saudita completaría posteriormente el muro entre 2009 y 2010. A raíz de los efectos desestabilizadores de la Revolución yemení de 2011 y la posterior intervención militar saudita en la actual guerra civil yemení. Tras los efectos desestabilizadores, la frontera está cada vez más vigilada y los pasos restringidos.